# Гилман, Томас
Томас Гилман (род. 28 мая 1994, Каунсил-Блафс, Айова) — американский борец вольного стиля. Бронзовый призёр Олимпийских игр 2020 в Токио. Чемпион мира, неоднократный победитель Панамериканских чемпионатов.
В 2021 году на чемпионате мира, который проходил в октябре в норвежской столице, стал чемпионом мира в весовой категории до 57 кг. В финале поборол иранского борца Алирезу Сарлака.